# آمفتامین (فیلم)
«آمفتامین» (به چینی: 安非他命) یک فیلم هنگ کنگی محصول سال ۲۰۱۰ با بازی بایرون پانگ و توماس پرایس است. داستان درباره یک مربی تناسب اندام چینی به نام کافکا است که با دنیل، یک مدیر تجاری آشنا می شود. کارگردانی این فیلم برعهده فیلمساز سرشناس چینی هنگ کنگی اسکاد است که نام اصلی آن دنی چنگ وان-چئونگ است. این فیلم نامزد جایزه تدی در جشنواره بین‌المللی فیلم برلین در سال 2010 شد. این فیلم چندین موضوع را که به طور سنتی در جامعه هنگ‌کنگ به‌عنوان «تابو» در نظر گرفته می‌شود، به شیوه‌ای غیرمعمول باز و مخالف قرارداد بررسی می‌کند و برهنگی تمام پیشانی مردانه را در چندین صحنه نشان می‌دهد. . این سومین فیلم از هفت فیلم اکران عمومی اسکاد است. شش فیلم دیگر عبارتند از: شهر بدون بیسبال در سال 2008، اقامت دائم در سال 2009، در واقع عشق... بد است! در 2011، Voyage در 2013، Utopians در 2015 و Thirty Years of Adonis در سال 2017. هشتمین فیلم، رسولان، در سال 2022 ساخته شد، همانطور که نهمین آن، Bodyshop بود، اما هیچکدام هنوز اکران نشده اند. دهمین و آخرین فیلم، ملل برهنه: قبیله هنگ کنگ، در حال حاضر در حال تولید است.